# Ligüerre de Ara
Ligüerre de Ara (aragonesisch Ligüerre d'Ara) ist ein spanischer Ort in den Pyrenäen in der Provinz Huesca der Autonomen Gemeinschaft Aragonien. Der Ort gehört zur Gemeinde Fiscal. Ligüerre de Ara hatte im Jahr 2015 41 Einwohner.

## Geographie
Ligüerre de Ara liegt circa drei Kilometer südöstlich von Fiscal am linken Ufer des Ara. Der Ort ist über die Nationalstraße N-260 zu erreichen.

## Sehenswürdigkeiten
- Iglesia de la Asunción (Bien de Interés Cultural)
- Casa de los Ballarín (Bien de Interés Cultural)
- Casa Giral (Bien de Interés Cultural)
- Casa Mur (Bien de Interés Cultural)
- Casa Sampietro (Bien de Interés Cultural)

## Weblinks

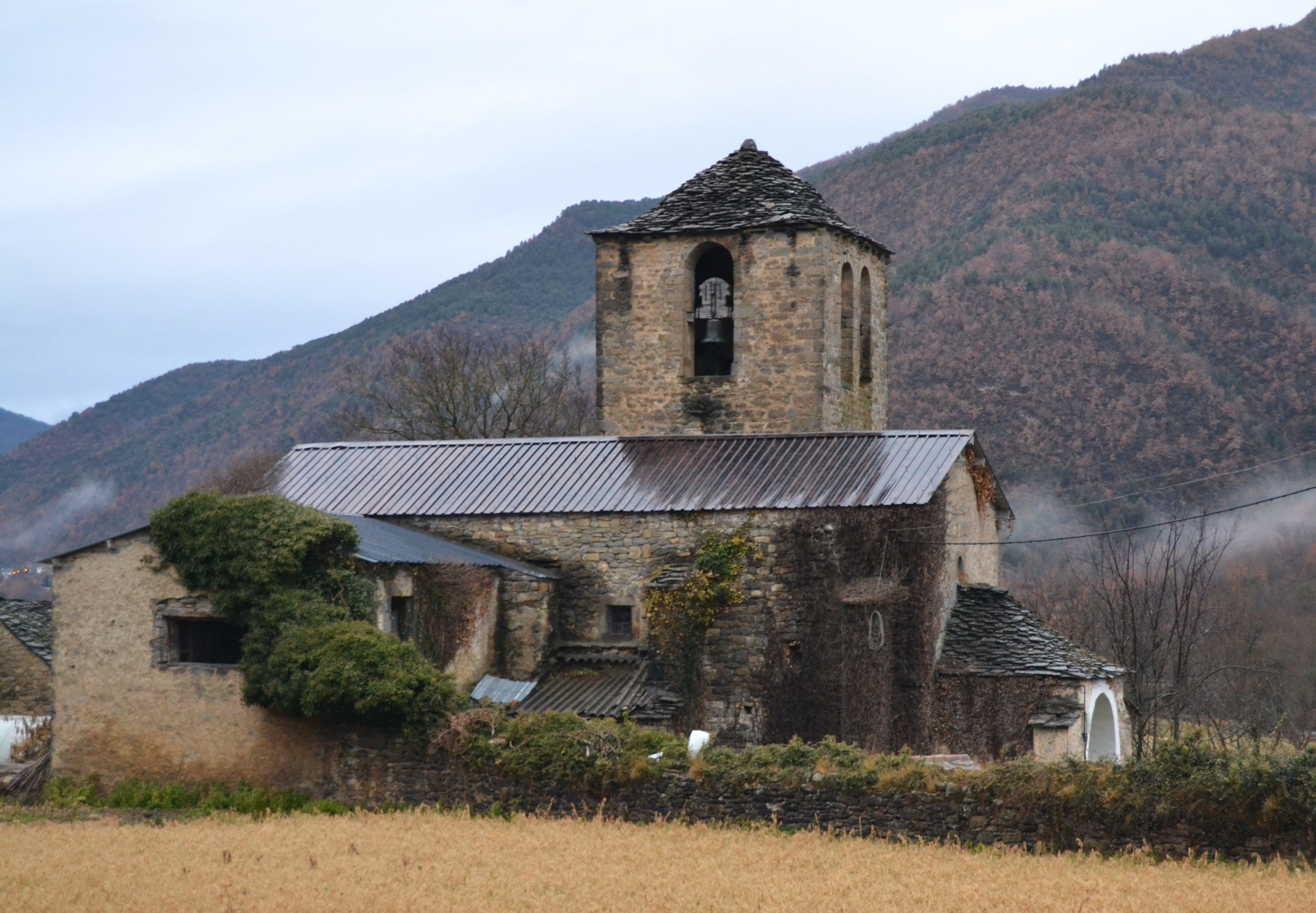
Iglesia de la Asunción